# Шуберт, Юлиус (издатель)
Юлиус Фердинанд Георг Шуберт (нем. Julius Ferdinand Georg Schuberth; 14 июля 1804, Магдебург — 9 июня 1875, Лейпциг) — немецкий музыкальный издатель и музыкальный критик. Представитель разветвлённой музыкальной семьи, старший сын Готлоба Шуберта, брат Карла и Людвига Шубертов.
Учился музыке у своего отца, по окончании школы в 1819 г. поступил учеником в книжно-музыкальный магазин Вильгельма фон Генрихсхофена. В 1826 г. начал работать в книготорговой и издательской фирме Юлиуса Любберса в Гамбурге, с 1829 г. её партнёр (издательство Lübbers & Schuberth, с 1839 г. Schuberth & Niemeyer). В 1832 г. открыл отделение фирмы в Лейпциге (позднее перевёл туда штаб-квартиру компании), в 1850 г. в Нью-Йорке. Издавал также ряд музыкальных периодических изданий.
Выступал как корреспондент немецких музыкальных газет. Составил несколько музыкальных справочников, в том числе Словарь иностранных музыкальных терминов (нем. Musikalisches Fremdwörterbuch; 1840, ряд переизданий) и «Музыкальный катехизис для певцов» (нем. Musikalischer Katechismus für Sänger; 1865), опубликовал очерк о своём брате «Карл Шуберт в Петербурге» (нем. Karl Schuberth in Petersburg, eine Lebensskizze; 1847) и биографию Франца Листа (1870). Помимо этого, Шуберту принадлежат путеводители по США и Гамбургу.